# Зембицьке князівство
50°36′00″ пн. ш. 17°02′00″ сх. д. / 50.6° пн. ш. 17.0333° сх. д.
Зембицьке князівство (пол. Księstwo Ziębickie) або в чесько-німецькій традиції Мюнстерберзьке герцогство (нім. Herzogtum Münsterberg; чеськ. Minstrberské knížectví) — удільне Сілезьке князівство зі столицею в Зембиці, що існувало на території сучасної Нижньої Сілезії в 1321—1742 роках. Виникло внаслідок відокремлення від Свидницького князівства і залишалося під владою князів династії Сілезьких П'ястів до 1428 року та знову з 1542 по 1551 рік.
До складу князівства входили міста Зембіце, Бардо, Злотий Сток і Замбковиці, а на початку його існування ще Конти-Вроцлавські, Собутка, Стшелін, Вйонзув, Сребрна-Гура і Дзержонюв.

## Історія
До 1290 року Зембиця знаходилась в межах Сілезького Вроцлавського князівства. Після смерті князя Генріха IV Проба в 1290 році, внаслідок удільного поділу Вроцлавського князівства, Зембиці та околиці увійшли до складу Свидницького князівства, яким правив князь Болко I Суворий. Після смерті Болко I 1301 року, згідно з принципом династичного спадкоємства, Свидницьке князівство перейшло до неповнолітніх синів Болко I: Бернарда, Генрика та Болко II.
1322 року, при розділі спадщини синами князя Болко І — молодший із синів Болко ІІ отримав східну частину Свидницького князівства, включаючи Зембиці і Замбковіце, і обрав Зембиці своєю резиденцією. Таким чином було створено удільне князівство Зембицьке. У 1327—1329 роках король Богемії Ян Люксембурзький змусив більшість Сілезьких князів скласти йому васальну присягу. Болко II спочатку чинив опір німецькому завойовнику, але врешті поступився, і 1336 року також став його васалом. З цього моменту і до 1742 року Зембицьке князівство і вся Сілезія перебували під владою Богемської корони. Нащадки Болко II з династії Сілезьких П'ястів правили князівством до 1428 року. Останній з Сілезьких П'ястів князь Ян Зембицький загинув у битві з гуситами під Старим Велиславом.
Після припинення Зембицької гілки династії Сілезьких П'ястів князівство увійшло до складу земель Богемського королівства. В 1429 король Сигізмунд Люксембурзький передав його в заставу пану Пюти III з Частоловіц.
1428—1542 рр. — Зембицьке князівство під владою Чеських панських родин у складі Богемської корони та тимчасово Угорської корони у 1480-х роках.
1542—1551 рр. — Зембицьке князівство знаходилось під владою П'ястів, пов'язаних з князівством Легніца-Волув-Бжег.
1551–1569 рр. — Зембицьке князівство під владою чеських Подєбрадів.
1569–1654 рр. — Зембицьке князівство під безпосереднім управлінням королів Богемії.
1654—1791 — Зембицьке князівство під владою роду Ауершперґів, у складі Богемської корони до 1742 р.
1742 року територія Зембицького князівства, як і майже вся Сілезія, були окуповані військами Прусії, але князі Ауершперґи номінально зберегли свої володіння. Князівство було розділено на два повіти: Зембіцький і Замбковицький. 
1791 року князь Карл Йозеф Антон фон Ауершперґ продав усі права на князівство за 450 000 флоринів королю Прусії.
1795 року Людвіг Вільгельм фон Шлабрендорф придбав у пруської корони Зембицьке князівство (герцогство) за 300 000 талерів. Хоча самі міста Зембице та Замбковице-Сілезьке були виключені з території, яку було продано. Таким чином утворилось менше за територією князівство Зембицьке-Замбковицьке.

## Зембицькі князі
- 1301–1341 Болко II
- 1341–1351 Микола Малий, син Болка II.
- 1351–1410 Болко III, син Миколи Малого.
- 1410–1420 Генрик II, син Болка III.
- 1410–1428 Іван Зембицький, син Болка III.

Землі князівства переходять під управління короля Сигізмунда Люксембурга.

- 1429–1434 Пюта III з Частовіце
- 1435–1436 Євфимія, сестра Івана Зембицького
- 1437–1440 Ганна з Колдиць, вдова Пюти III з Частовіце
- 1440–1443 Гінек Крушина з Ліхтенбургу († 1454), придбав володіння у Ганни, з якою він одружився
- 1443–1452 Вілем Опавський, син Премисла І Опавського і княжни Катерини, сестри Івана Зембицького
- 1452–1456 Ернест Опавський, брат Вілема, син Катерини Зембицької; продав князівство у 1456 році Богемському королю Юрію з Подебрад
- 1456–1462 Юрій з Подебрад
- 1462–1498 Генріх I «Старший» з Подебрад, князь Опавський
- 1498–1536 Карл I Подебрадський, син Генріха І, князь Сілезький
- 1536–1542 Йоаким, сини Карла I, віддав Зембицьке князівство у заставу своєму дядькові Фридріху ІІ
- 1542–1547 Фридріх II Леґницький
- 1547–1552 Фердинанд І Габсбург, імператор
- 1552–1559 Ізабелла Ягеллонка, королева
- 1559–1565 Іван Мінстерберсько-Олесницький, син Карла I
- 1565 Карл Христоф, син Івана Мінстерберсько-Олесницького
  - 1565–1654 перехід земель князівства до Богемської корони
- 1654–1677 Йоган Вейгард Ауершперґ
- 1677–1705 Йоган Фердинанд Ауершперґ, син Йогана Вейгарда
- 1705–1713 Франц Карл Ауершперґ, брат Фердинанда Франца
- 1713–1783 Генріх фон Ауершперґ, син Франца Карла
- 1783–1791 Карл Йосиф Ауершперґ, син Генріха Йосипа
- 1791 князівство продано пруським Гогенцоллернам
- 1795 князівство продано Людвігу Вільгельму фон Шлабрендорфу.